# Xã Brown, Quận Hendricks, Indiana
Xã Brown (tiếng Anh: Brown Township) là một xã thuộc quận Hendricks, tiểu bang Indiana, Hoa Kỳ. Năm 2010, dân số của xã này là 11.593 người.